# Заходер, Борис Владимирович
Бори́с Влади́мирович Заходе́р (9 сентября 1918, Кагул, Бессарабия — 7 ноября 2000, Королёв, Московская область) — русский советский писатель и поэт, переводчик, сценарист. Популяризатор мировой детской классики. Лауреат Государственной премии Российской Федерации (1999).

## Биография
Борис Заходер родился 9 сентября 1918 года в южном бессарабском городке Кагуле в семье юриста, выпускника Московского университета Владимира Борисовича Заходера и Полины Наумовны Герценштейн. Дед Заходера по материнской линии Ну́хим Си́монович Герценштейн и вся его семья жили в Аккермане. Дед по отцу — Бо́рух Бер-За́лманович Заходер (1848—1905), в честь которого назвали будущего поэта — был первым казённым раввином Нижнего Новгорода (1874) и Владимира, он состоял в переписке с В. Г. Короленко и печатался в российской прессе как на русском, так и на еврейских языках. В 1883 году на собранные среди прихожан пожертвования Борухом Заходером в Нижнем Новгороде была открыта первая синагога.
Когда Борис Заходер был ребёнком, семья переехала в Одессу, а затем в Москву. Его мать Полина Наумовна Герценштейн работала в Москве переводчицей; она покончила с собой, когда сыну было 14 лет.
С детства интересовался естествознанием и биологией. В 1935 году окончил московскую школу № 25, которая была известна своей разносторонней экспериментаторской направленностью. Учился в Московском авиационном институте, но не закончил его.
В 1936 году Борис Заходер поступил на биологический факультет Казанского университета, затем перевёлся на тот же факультет в Московский университет. Но любовь к литературе победила — в 1938 году Заходер поступил в Литературный институт, где был зачислен в поэтический семинар Павла Антокольского, начал публиковать свои стихи.
В конце 1939 года вместе с группой студентов Борис Заходер ушёл добровольцем на советско-финскую «зимнюю» войну. В 1940 году вернулся — в коротком промежутке между двумя войнами писал стихи и очерки о строительстве ВДНХ. С марта 1941 года продолжил учёбу в Литературном институте, но лишь до 22 июня — в первые же дни войны Заходер ушёл добровольцем на фронт. Воевал на Карельском и на Юго-Западном фронтах, участвовал в освобождении Львова. Работал в редакции газеты «Огонь по врагу». Его стихи в эти годы неоднократно публиковались в армейских газетах. В феврале 1944 года старший лейтенант Заходер был награждён медалью «За боевые заслуги».
В 1946 году был демобилизован и вернулся в Москву. Возобновил учёбу в Литературном институте и окончил его в 1947 году, получив диплом с отличием. Однако в аспирантуру Заходера не взяли. В том же году в журнале «Затейник» было опубликовано стихотворение «Морской бой» (впоследствии оно вошло в сборник «На задней парте»), ставшее дебютом Заходера как детского поэта. В том же году он показал Льву Кассилю сказку в стихах «Буква „Я“». Несмотря на восторженный отзыв известного писателя, сказка была опубликована лишь через 8 лет в журнале «Новый мир», редактором которого был тогда Константин Симонов, подписавший стихи в набор.
В 1950-е годы Заходер начал заниматься переводами. В 1952 году в «Народной библиотеке „Огонька“» вышли его переводы рассказов Анны Зегерс (под псевдонимом «Б. Володин»). В 1955 году в журнале «Новый мир» было опубликовано стихотворение «Буква Я». В том же году в издательстве «Детгиз» была издана первая книга Заходера — сборник стихов «На задней парте», о которой тепло отозвался Корней Чуковский.
С 1955 по 1960 год Борис Заходер перевёл на русский язык «Сказки и весёлые истории» Карела Чапека, некоторые произведения Юлиана Тувима и Яна Бжехвы.
В 1958 году был принят в Союз писателей СССР.
После выхода первой книги к Борису Заходеру быстро пришла популярность, стали издаваться и переиздаваться и другие его произведения: «Мартышкино завтра» (1956), «Никто и другие», «Буква „Я“» (обе — 1958), «Четвероногие помощники» (1959), «Кто на кого похож» (1960), «Товарищам детям» (1962), «Кит и кот» (1964), «Русачок» (1967), «Школа для птенцов» (1970), «Добрый носорог» (1977), «Считалия» (1979), «Моя Вообразилия» (1980), «Если мне подарят лодку» (1981), «Про всех на свете» (1990), «Трава-везде-растунья» (1994), «Остров Гдетотам» (1995).
В своих прозаических сказках Заходер обращается к проблемам одиночества, поиска друзей, истинной и ложной красоты, добра и жестокости.
С 1966 до конца жизни Заходер жил в доме в Лесных Полянах в Калининграде Московской области.
В июне 2000 года Б. В. Заходеру была присуждена Государственная премия Российской Федерации в области литературы и искусства 1999 года за произведения для детей и юношества — за книгу «Избранное».
Борис Заходер умер 7 ноября 2000 года в Центральной городской больнице города Королёва. Похоронен в Москве на Троекуровском кладбище, 4 участок. На его надгробии воспроизведена иллюстрация к «Винни-Пуху» работы Эрнеста Шепарда — одна из двух, которые желал видеть изображёнными на своей могиле сам А. А. Милн.

## Семья
- Дядя — Александр Борисович Заходер (1885—?), выпускник Новороссийского университета, социал-демократ, депутат Первого Всероссийского съезда Советов рабочих и солдатских депутатов, после революции 1917 года инструктор-организатор Союза потребительных кооперативов, подвергался арестам.
- Двоюродный брат — востоковед-иранист Борис Николаевич Заходер.
- Первая жена (1934—1940) — Нина Ефимовна Зозуля (1916—?), дочь писателя Ефима Давидовича Зозули[11].
- Вторая жена (1945) — артистка эстрады Кира Петровна Смирнова.
- Третья жена (1966) — фотохудожник и литератор Галина Сергеевна Романова (в первом браке Деревянская, 1929—2024), издала книгу воспоминаний «Заходер и все-все-все» (М.: Захаров, 2003); её внук — режиссёр Фёдор Андреевич Деревянский.

## Литературная деятельность
Наибольшую известность Борису Заходеру в СССР принесли его переводы и пересказы классических произведений зарубежной детской литературы. В его изложении многие русскоязычные читатели познакомились с такими книгами, как «Винни-Пух и все-все-все» А. Милна, «Мэри Поппинс» П. Трэверс, «Питер Пэн» Дж. Барри, «Приключения Алисы в Стране Чудес» Л. Кэрролла, а также со сказками К. Чапека, стихами Ю. Тувима и Я. Бжехвы.
Наряду с переводами детских стихов (прежде всего, польских поэтов) и оригинальными стихотворениями для детей, продолжающими традиции английской, польской и русской юмористически-бытовой, сказочной и «нелепой» поэзии, Заходер со второй половины 1950-х годов выступал со сказками в прозе (со временем дав им собирательное название «Сказки для людей»). Оригинальную прозу Заходера при сказочных анималистических сюжетах, напоминающих сказки Киплинга, отличает лирическая и философская глубина.
Выпустил сборники стихов «На задней парте» (1955), «Мартышкино завтра» (1956), «Никто и другие» (1958), «Кто на кого похож» (1960), «Товарищам детям» (1966), «Школа для птенцов» (1970), «Считалия» (1979), «Моя Вообразилия» (1980), «Если мне подарят лодку» (1981) и др.
Борис Заходер — автор ряда детских пьес, в том числе «Русачок» (1972), «Мэри Поппинс вернётся!» (1974, в соавторстве с Д. Медведко), «Мэри Поппинс» (1976, в соавторстве с В. Климовским), «Пиргорой Винни-Пуха» (1979), «Приключения Алисы в Стране Чудес» (1982). В 1996 году малым тиражом изданы сборники лирики «Листки» и «Почти посмертное», в 1997 году — книга «Заходерзости». Наследие Заходера-переводчика (включая переводы поэзии Гёте) и «взрослого» поэта ещё недостаточно известно читателю.
В 2026 году выйдет фильм «Винни-Пух и все-все-все», основанный на работах Заходера, посвящённых Винни-Пуху.

## Сценарная фильмография
- 1969 — Кит и кот
- 1969 — Винни-Пух
- 1970 — Сказка про доброго носорога
- 1971 — Винни-Пух идёт в гости
- 1972 — Винни-Пух и день забот
- 1974 — Про всех на свете[13]
- 1975 — Фантик. Первобытная сказка
- 1976 — Птичка Тари
- 1978 — Кто ж такие птички?
- 1979 — Мэри Поппинс (фильм-спектакль)
- 1979 — Как несли стол
- 1980 — Топчумба
- 1980 — Отшельник и Роза
- 1982 — Страна Считалия
- 1984 — Про всех на свете
- 1987 — Приключения Алиски в Вообразилии (фильм-спектакль)